# Stefania Croce
Stefania Croce (Bergamo, 17 maggio 1970) è una golfista italiana Inizia la pratica sportiva bambina con il padre Angelo Croce, noto maestro di golf come il cugino Alberto. Il nonno Cesidio fu tra i primissimi professionisti italiani.
Ha partecipato, unica italiana, come pro per dieci anni dal 1993 al 2003 all'LPGA, il circuito USA, facendosi notare per il secondo posto dietro Juli Inkster alla finale LPGA del 2000. Perse lo spareggio alla seconda buca.
È fra le pro sul Ladies European Tour (LET).
Ha vinto il 1992 Ford Ladies' Classic, parte del circuito europeo.
Campionessa Italiana PGAI dal 2008 al 2010 in modo ininterrotto.
Dal 2008 allena la Nazionale italiana di golf femminile.